# Mistrzostwa Europy w Lekkoatletyce 2018 – bieg na 1500 m mężczyzn
Bieg na 1500 metrów mężczyzn – jedna z konkurencji biegowych rozgrywanych podczas lekkoatletycznych mistrzostw Europy na Olympiastadion w Berlinie.
Tytułu z poprzednich mistrzostw nie obronił Norweg Filip Ingebrigtsen.

## Rekordy
Tabela prezentuje rekord świata, rekord Europy, rekord mistrzostw Europy, najlepsze osiągnięcie na Starym Kontynencie, a także najlepszy rezultat na świecie w sezonie 2018 przed rozpoczęciem mistrzostw.
|                                        | Zawodnik           | Wynik   | Miejsce  | Data                  |
| -------------------------------------- | ------------------ | ------- | -------- | --------------------- |
| Rekord świata                          | Hicham El Guerrouj | 3:26,00 | Rzym     | 14 sierpnia 1998(dts) |
| Rekord Europy                          | Mohamed Farah      | 3:28,81 | Monako   | 19 lipca 2013(dts)    |
| Rekord mistrzostw Europy               | Fermín Cacho       | 3:35,27 | Helsinki | 9 sierpnia 1994(dts)  |
| Najlepszy wynik na świecie w 2018 roku | Timothy Cheruiyot  | 3:28,41 | Monako   | 20 lipca 2018(dts)    |
| Najlepszy wynik w Europie w 2018 roku  | Filip Ingebrigtsen | 3:30,01 | Monako   | 20 lipca 2018(dts)    |

## Najlepsze wyniki w Europie
Poniższa tabela przedstawia 10 najlepszych rezultatów na Starym Kontynencie w 2018 roku tuż przed rozpoczęciem mistrzostw
| Poz. | Zawodnik            | Reprezentacja   | Wynik   | Data i miejsce     |
| ---- | ------------------- | --------------- | ------- | ------------------ |
| 1.   | Filip Ingebrigtsen  | Norwegia        | 3:30,01 | 20 lipca, Monako   |
| 2.   | Jakob Ingebrigtsen  | Norwegia        | 3:31,18 | 20 lipca, Monako   |
| 3.   | Chris O’Hare        | Wielka Brytania | 3:32,11 | 20 lipca, Monako   |
| 4.   | Jakub Holuša        | Czechy          | 3:32,49 | 20 lipca, Monako   |
| 5.   | Jake Wightman       | Wielka Brytania | 3:33,96 | 20 lipca, Monako   |
| 6.   | Charlie Grice       | Wielka Brytania | 3:34,20 | 13 lipca, Rabat    |
| 7.   | Josh Kerr           | Wielka Brytania | 3:35,01 | 20 kwietnia, Azusa |
| 8.   | Marcin Lewandowski  | Polska          | 3:35,06 | 13 lipca, Rabat    |
| 9.   | Henrik Ingebrigtsen | Norwegia        | 3:35,61 | 22 lipca, Londyn   |
| 10.  | Ismael Debjani      | Belgia          | 3:35,71 | 30 czerwca, Paryż  |

## Terminarz
| Data        | Godzina |            |
| ----------- | ------- | ---------- |
| 8 sierpnia  | 12:05   | Eliminacje |
| 10 sierpnia | 21:50   | Finał      |

## Rezultaty

### Eliminacje
Awans: Trzech najszybszych zawodników z każdego biegu (Q) oraz trzech z najlepszymi czasami wśród przegranych (q).

Źródło: european-athletics.org
| Miejsce | Bieg | Zawodnik                   | Reprezentacja      | Czas    | Uwagi |
| ------- | ---- | -------------------------- | ------------------ | ------- | ----- |
| 1.      | 3    | Jake Wightman              | Wielka Brytania    | 3:40,73 | Q     |
| 2.      | 2    | Marcin Lewandowski         | Polska             | 3:40,74 | Q     |
| 3.      | 2    | Charlie Grice              | Wielka Brytania    | 3:40,80 | Q     |
| 4.      | 3    | Jakob Ingebrigtsen         | Norwegia           | 3:40,81 | Q     |
| 5.      | 3    | Joao Bussotti              | Włochy             | 3:40,87 | Q     |
| 6.      | 2    | Filip Ingebrigtsen         | Norwegia           | 3:40,88 | Q     |
| 7.      | 3    | Simas Bertašius            | Litwa              | 3:40,95 | q     |
| 8.      | 2    | Timo Benitz                | Niemcy             | 3:41,01 | q     |
| 9.      | 3    | Ismael Debjani             | Belgia             | 3:41,09 | q     |
| 9.      | 2    | Mohad Abdikadar Sheikh Ali | Włochy             | 3:41,09 | q     |
| 11.     | 2    | Kalle Berglund             | Szwecja            | 3:41,25 |       |
| 12.     | 3    | Simon Denissel             | Francja            | 3:41,67 |       |
| 13.     | 3    | Elmar Engholm              | Szwecja            | 3:42,01 |       |
| 14.     | 3    | Marius Probst              | Niemcy             | 3:42,37 |       |
| 15.     | 2    | Isaac Kimeli               | Belgia             | 3:42,77 |       |
| 16.     | 3    | Jan Hochstrasser           | Szwajcaria         | 3:42,80 |       |
| 17.     | 2    | Adrián Ben                 | Hiszpania          | 3:42,81 |       |
| 18.     | 3    | Tamás Kazi                 | Węgry              | 3:42,98 |       |
| 19.     | 2    | Amine Khadiri              | Cypr               | 3:45,97 |       |
| 20.     | 1    | Chris O’Hare               | Wielka Brytania    | 3:49,06 | Q     |
| 21.     | 1    | Homiyu Tesfaye             | Niemcy             | 3:49,28 | Q     |
| 22.     | 1    | Henrik Ingebrigtsen        | Norwegia           | 3:49,54 | Q     |
| 23.     | 1    | Johan Rogestedt            | Szwecja            | 3:49,73 |       |
| 24.     | 1    | Jakub Holuša               | Czechy             | 3:49,82 |       |
| 25.     | 1    | Charles Grethen            | Luksemburg         | 3:49,97 |       |
| 26.     | 1    | Ferdinand Kvan Edman       | Norwegia           | 3:50,26 |       |
| 27.     | 1    | Baptiste Mischler          | Francja            | 3:50,96 |       |
| 28.     | 2    | Alexis Miellet             | Francja            | 3:50,96 |       |
| 29.     | 1    | Wołodymyr Kyc              | Ukraina            | 3:52,77 |       |
| 30.     | 1    | Peter Callahan             | Belgia             | 3:54,23 |       |
| 31.     | 2    | Benjámin Kovács            | Węgry              | 3:54,29 |       |
| 32.     | 3    | Harvey Dixon               | Gibraltar          | 3:54,70 |       |
| 33.     | 1    | Dario Ivanovski            | Macedonia Północna | 3:57,52 |       |
| 34.     | 1    | Carles Gómez               | Andora             | 4:00,02 |       |

### Finał
Źródło: european-athletics.org
| Miejsce | Zawodnik                   | Reprezentacja   | Czas    | Uwagi |
| ------- | -------------------------- | --------------- | ------- | ----- |
| 01 !    | Jakob Ingebrigtsen         | Norwegia        | 3:38,10 |       |
| 02 !    | Marcin Lewandowski         | Polska          | 3:38,14 |       |
| 03 !    | Jake Wightman              | Wielka Brytania | 3:38,25 |       |
| 4.      | Henrik Ingebrigtsen        | Norwegia        | 3:38,50 |       |
| 5.      | Charlie Grice              | Wielka Brytania | 3:38,65 |       |
| 6.      | Simas Bertašius            | Litwa           | 3:39,04 |       |
| 7.      | Timo Benitz                | Niemcy          | 3:39,28 |       |
| 8.      | Ismael Debjani             | Belgia          | 3:39,48 |       |
| 9.      | Chris O’Hare               | Wielka Brytania | 3:39,53 |       |
| 10.     | Mohad Abdikadar Sheikh Ali | Włochy          | 3:39,95 |       |
| 11.     | Joao Bussotti              | Włochy          | 3:41,31 |       |
| 12.     | Filip Ingebrigtsen         | Norwegia        | 3:41,66 |       |
| 13.     | Homiyu Tesfaye             | Niemcy          | 3:47,83 |       |